# Septoria rosarum
Septoria rosarum är en svampart som beskrevs av Westend. 1851. Septoria rosarum ingår i släktet Septoria och familjen Mycosphaerellaceae.   Inga underarter finns listade i Catalogue of Life.